# Зцілення розслабленого у Капернаумі

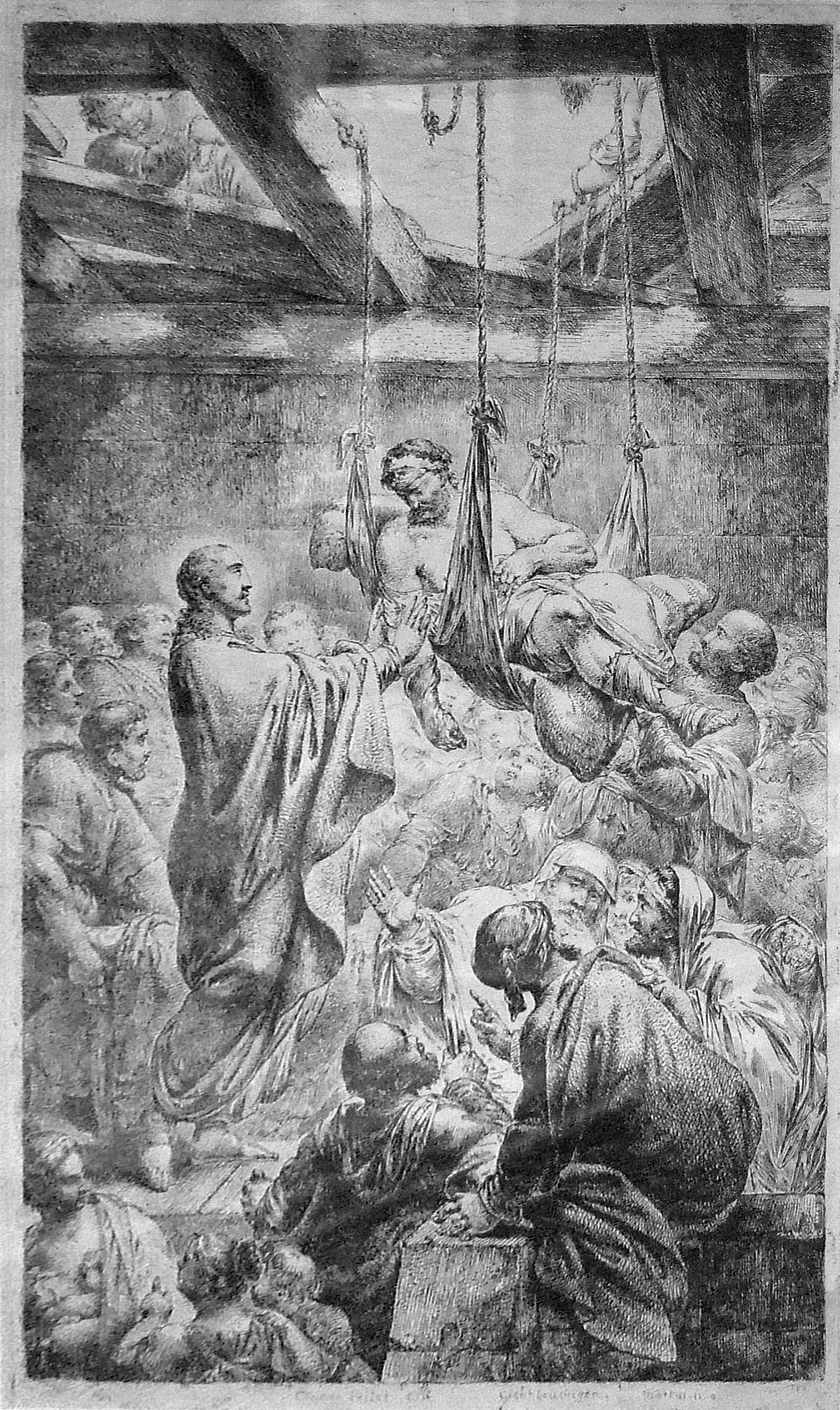
Зцілення розслабленого у Капернаумі. (Бернгард Роде, 1780 р.)

Зцілення розслабленого у Капернаумі — одне з чудес Ісуса Христа описане в Євангеліях від Матвія (9: 1–8), Марка (2: 1–12) і Луки (5: 17–26). Ісус у той час жив у Капернаумі і навчав там людей, і одного разу люди зібрались у такій великій кількості, що в будинку, де він навчав, не залишилось місця, навіть за дверима. Декілька чоловіків прийшли з паралізованим чоловіком, але не могли проникнути всередину, тому зробили отвір у даху будинку, над Ісусом і опустили чоловіка вниз, де Ісус його оздоровив.

## Подія
Всі троє синоптиків описують це диво в процесі діяльності Ісуса у Галілеї. Ісус, сповнений Божою силою (у Луки), сидів у оточенні багатьох людей, навчаючи, як це чітко описує лише Євангелист Марко — вдома. Несподівано якісь люди принесли паралізованого чоловіка. Марко подає число носіїв, їх було чотири. У розповіді Марка і Луки благодійники зіткнулися з перешкодою: натовп унеможливлює повідомлення хворої людини до самого Ісуса. Тож вони зняли дах і опустили розслабленого паралітика через отвір, «прямо перед Ісусом», за словами Луки. Євангелист Матей повністю нехтує труднощами та знесенням даху. Дахи, типові для давнього Капернауму, були дуже крихкими. Виготовлені із соломи та затверділого ґрунту, їх ремонтували досить часто, особливо після стихання зимових дощів. Коли Ісус побачив їхню віру, він сказав паралізованому чоловікові: «Сину, відпускаються тобі твої гріхи.». У єврейській мові слово «гріх» (хет) може означати й провину і наслідки тої провини, а в євреїв одним із найважливіших наслідків уважалося мати тілесну хворобу. Невідомо у якому значенні вжив Ісус це слово. Правдоподібно в обох: і моральної провини і матеріальних наслідків провини. Але почувши такі слова підглядачі обурилися. Книжники та фарисеї звинуватили Ісуса в блюзнірстві. 
 Христос, що є Сином Божим, знав їхні думки. Він ставить запитання з альтернативою: чи легше пробачити людині гріхи чи вилікувати її від хвороб? Ісус відповів їм, даючи видиме відпущення, як доказ невидимого: 
Противники не давали відповіді і хоча мовчанка їх непокоїла, проте вона була краща від непевної відповіді, що могла викликати ще гіршу ситуацію для них. Показуючи повноту Божої сили, Ісус продовжував:
 Реакція людей, що зібралися, — це здивування, голоси, сповнені захоплення та похвали Бога. Розповідаючи це євангелист не каже як поставились до цього книжники і фарисеї.